# بایدو تیبا
بایدو تیبا (انگلیسی: Baidu Tieba) (به چینی: 百度 贴 吧) بزرگترین پلت فرم ارتباطی چینی است که توسط شرکت موتور جستجوی چینی بایدو ارائه شده‌است. این شبکه یک انجمن آنلاین است که به شدت با خدمات جستجوی اینترنتی مرتبط است، یکی از اصلی‌ترین کسب‌وکارهای بایدو است.